# We're Ready
«We're Ready» —en español: «Estamos listos»— es una canción de la banda estadounidense de rock Boston y se encuentra originalmente en el álbum Third Stage lanzado en 1986 por MCA Records.  Fue escrita por Tom Scholz, líder de la banda, guitarrista y teclista.

## Lanzamiento
Esta canción fue publicado como el segundo sencillo de Third Stage el mismo año y por la misma discográfica que este último.  La cara B del vinilo contiene el tema «The Launch», también compuesta por Scholz.

## Recibimiento
El sencillo fue muy bien recibido por el público de Estados Unidos y Canadá, pues en éste primero se ubicó en el puesto 9.º y 2.º del Billboard Hot 100 y Mainstream Rock Tracks respectivamente en 1986.  Mientras tanto, la revista canadiense RPM Magazine lo colocó en el 25.º lugar de sus listados el 14 y 21 de febrero de 1987.

## Versiones del sencillo
«We're Ready» fue lanzado en dos diferentes versiones: en vinilo de 7 pulgadas y vinilo de 7 pulgadas promocional.  El primero numera los temas «We're Ready» y «The Launch» —explicado en el segundo párrafo—. La segunda versión enlista la primera canción mencionada pero en ambos lados del vinilo, pero en la cara A se encuentra la versión editada y en el lado contrario la versión del álbum.

## Recepción de la crítica
Vic Iyengar, crítico de Allmusic mencionó que «We're Ready» es una de las melodías que «se oye grandioso» y que además «funcionan en todos los cilindros», queriendo decir que es un buen complemento.  El editor del diario Pittsburgh Post-Gazette Mark Madden hizo referencia en que «We're Ready» «es una “favorita de la radio” y que tiene un poco de hard rock con un hilarante gancho vocal».

## Lista de canciones

### Versión original
| Cara A |               |              |          |  |
| N.º    | Título        | Escritor(es) | Duración |  |
| 1.     | «We're Ready» | Tom Scholz   | 4:14     |  |

| Cara B |              |              |          |  |
| N.º    | Título       | Escritor(es) | Duración |  |
| 2.     | «The Launch» | Tom Scholz   | 2:50     |  |
| 7:04   |              |              |          |  |

### Edición promocional
| Cara A |                               |              |          |  |
| N.º    | Título                        | Escritor(es) | Duración |  |
| 1.     | «We're Ready» (versión corta) | Tom Scholz   | 3:49     |  |

| Cara B |                               |              |          |  |
| N.º    | Título                        | Escritor(es) | Duración |  |
| 2.     | «We're Ready» (versión larga) | Tom Scholz   | 4:14     |  |
| 8:03   |                               |              |          |  |

## Créditos
- Brad Delp — voz
- Tom Scholz — guitarras, bajo, teclados y percusiones
- Jim Masdea — batería

## Listas
| Año  | País           | Lista                        | Posición máxima |
| ---- | -------------- | ---------------------------- | --------------- |
| 1986 | Estados Unidos | Billboard Hot 100            | 9.º             |
| 1986 | Estados Unidos | Mainstream Rock Tracks       | 2.º             |
| 1987 | Canadá         | RPM Magazine Top 100 Singles | 25.º            |